# Ivar Lundberg (löpare)
Ivar Lundberg, född 11 november 1878, död 31 juli 1952, var en svensk långdistanslöpare som tävlade för Fredrikshofs IF.
Han var nordisk mästare och kom vid OS i Stockholm 1912 på 28:e plats i maraton. Vid OS i Helsingfors 1952 var han en av de äldre idrottsmännen som förde den olympiska facklan från Stockholms stadion till Helsingfors olympiska stadium.
Han är begravd på Huddinge kyrkogård.